# Rafael-José Díaz
 (juillet 2023).
Si vous disposez d'ouvrages ou d'articles de référence ou si vous connaissez des sites web de qualité traitant du thème abordé ici, merci de compléter l'article en donnant les références utiles à sa vérifiabilité et en les liant à la section « Notes et références ».
Rafael-José Díaz, né à Santa Cruz de Tenerife, îles Canaries en 1971, est un poète, essayiste et traducteur espagnol.

## Biographie
Diplômé en philologie hispanique de l'université de La Laguna, il a bénéficié d'une bourse du Conseil supérieur de la recherche scientifique. En 1993 et 1994, il a  dirigé la revue Paradiso. Entre 1995 et 1998, il a été lecteur d'espagnol à l'université d'Iéna et entre 1998 et 2000 à l'université de Leipzig. Après avoir vécu dans le village d'Agüimes et à Madrid, il enseigne depuis 2015 la langue et la littérature espagnoles à Santa Cruz de Tenerife.
En 2014, il a participé à la Foire internationale du livre de Guadalajara. En août 2018, il a été invité par la Fondation Pablo Neruda à lire ses poèmes à Santiago du Chili et à Valparaíso. Et en novembre de la même année, il a été invité à participer à la IIIe Foire du livre de l'Ouest de Caracas, qui s'est tenue à l'Université catholique Andrés Bello. En 2019, il a présenté son anthologie Umbrales donde apenas llega la luz à Bogota, Copenhague et Saint-Domingue. Entre 2019 et 2022, il a présidé la section Littérature et théâtre de l'Ateneo de La Laguna, d'où il a mené à bien de nombreuses initiatives culturelles. En 2022, il a été l'un des écrivains ayant reçu une bourse de la  Fondation Jan Michalski pour développer un projet d'écriture et de traduction.
Il a publié plusieurs livres de poésie, romans et essais : El canto en el umbral, Llamada en la primera nieve, Los párpados cautivos, qui lui a valu le prix de poésie Tomás Morales en 2002, Moradas del insomne, Antes del eclipse, Detrás de tu nombre et Un sudario. En 2012, il a rassemblé ses poèmes publiés jusqu'à présent dans un livre intitulé La crepitación.
Traducteur du français et de l'allemand ainsi que du catalan et de l'italien, il a notamment traduit Jacques Ancet, Maurice Chappaz, William Cliff, Philippe Jaccottet, Gustave Roud, Hermann Broch, Arthur Schopenhauer.
Comme l'écrit Philippe Jaccottet dans sa préface au Crépitement - anthologie bilingue de la poésie de Rafael-José Díaz publiée en France en 2007 - ses poèmes, sont constitués de « mots clairs et simples mais qui, dans leur course tranquille, atteignent presque ce seuil obscur qu'ils ne peuvent que montrer sans le franchir ». Jaccottet écrit aussi: « Ce qui m’a retenu, avant toute autre chose, dans ces beaux poèmes, c’est, même là où il leur arrive d’approcher les confins déchirants de la mort ou ceux, à peine moins déchirants, de l’absence, une diction étonnamment calme, un pas miraculeusement léger qui suit vraiment ces “sentiers d’eau” dont aime à parler Rafael-José Diaz, au point que l’on n’est pas surpris qu’un de ses rêves profonds soit de marcher sur les eaux : il y parvient presque, au moins, dans ces pages (“l’eau de cette page” dit-il une fois). »
Quant à Lionel Bourg, il souligne « la justesse, l'acuité et la haute concentration subjective » de cette écriture qui « note des riens ou des tragédies ordinaires » avec une « expression franche, familière, mais pudique, serrée, nouée, contractée dans l'expansion paradoxale qui l'entraîne, se chargeant d'une telle densité émotive qu'elle conduit le lecteur au bord des larmes ».
A propos du recueil Antes del eclipse, le poète et critique Carlos Javier Morales écrit: "L'amour érotique (...) a laissé derrière lui une succession de visages qui se superposent dans la mémoire et dont le souvenir parvient à satisfaire l'esprit."
Quant à Georges-Arthur Goldschmidt, il écrit à propos du recueil Demeurer suspendu: "Rafael-José Díaz se laisse aller à l’étonnement quotidien de nommer le corps illuminé du poème dans un paysage érotisé où le mot cherche un nouvel habitat, un aperçu des limites du déchiffrable. Il tente d’encercler le sens et sourit de le voir s’échapper à nouveau. Le langage, le corps, la lumière, il les met sur un pied d’égalité avec l’insaisissable. (...) Se laisser captiver, conserver le regard sous la paupière. L’intensité de la transmission des sentiments est la raison de cette écriture."
Rafael-José Díaz donne plusieurs lectures et présentations en France et en Suisse romande, par exemple au Marché de la Poésie (octobre 2021), au Figuier pourpre (Maison de la poésie d'Avignon, 2021) à l'occasion de la parution de recueils aux éditions Cheyne et à L'Harmattan, aux Lectures sous l'arbre (2023).

## Prix littéraires
Il est lauréat en 2002 du prix de poésie Tomás Morales et en 2007 du  prix de poésie Pedro García Cabrera.

## Publications en français

### en volume
- Le Crépitement, Anthologie de poésie bilingue français/espagnol (comprenant plusieurs traductions parues préalablement, cf. rubrique ci-dessous). Traductions de Jacques Ancet, Bernard Banoun, Claude Held, Guy Rochel et Roberto San Geroteo. Présentation de Philippe Jaccottet. L’Escampette, 2007.
- Un suaire, traduction Bernadette Engel-Roux, L'Harmattan, collection "Levée d'ancre", 2021.
- Demeurer suspendu, traduction Bernard Banoun, préface Lionel Bourg, Cheyne, collection "D'une voix l'autre", 2021.

### en revue
- "Un oiseau, dans la maison", "Le chant sur le seuil", tr. Jacques Ancet, in Jalouse Pratique 9/10 (1994).
- "Le crépitement", textes en prose, tr. Claude Held, in L'Estracelle 8 (1995).
- "Derrière ton nom", prose, tr. Roberto San Geroteo, Aires 23 (1996).
- "Fribourg : les chemins de l'eau", prose, tr. Claude Held, in Propos de campagne 7 (1997).
- "Transparence; Les draps; Pour la soif d’un dieu, trois poèmes", tr. Bernard Banoun, in : Prétexte 16 (1998), p. 96-98, accessibles en ligne.
- "Las cuerdas invisibles/Les cordes invisibles, cinq poèmes" (bilingue), tr. Bernard Banoun, in : Scherzo 3 (1998).
- "Sur l’étendue sans limites. Fragments de journal 1995-1996", tr. Bernard Banoun, in : Le Nouveau Recueil 48 (1998), p. 58-67.
- "Un arbre, sur mon corps; Le visage; Un oiseau, dans la maison; Un arbre; L’eau; Le chant sur le seuil; L’arbre blanc; La sortie, le retour, huit poèmes", tr. Bernard Banoun, in : Arpa 67 (1998), p. 25-31.
- "Voyages de retour", "Instant", "Ta soif à venir", "Lecture aveugle", "Les sept gorges", "Xylophone du soleil", tr. Guy Rochel, Autre Sud hors série 1 (2002).
- "La terrasse – Requiem", tr. Bernard Banoun, in : Europe 880-881 (2002).
- « Geesch », tr. Bernard Banoun, in Revue de Belles-Lettres, 2014/2, p. 63-66.
- "Séparé/Por separado", tr. Bernard Banoun, in la mer gelée 11 (2023).

## Traductions vers l'espagnol
- A la luz del invierno de Philippe Jaccottet. Editorial Calima, Palma de Mallorca, 1997."
- Naturalezas vivas de Ramón Xirau. Editorial El Tucán de Virginia, México, 1997.
- Dos prosas de Philippe Jaccottet. Colección La playa del ojo, Tenerife, 2001.
- Antología personal de Philippe Jaccottet. Editorial Igitur, Tarragona, 2002.
- A través de un vergel de Philippe Jaccottet. Editorial Ultramarino, Gran Canaria, 2003.
- Bajo la montaña de Jacques Ancet. Editorial Bartleby, Madrid, 2004.
- Réquiem de Gustave Roud. Editorial Ultramarino, Gran Canaria, 2004.
- Cuaderno de verdor de Philippe Jaccottet. Editorial Bartleby, Madrid, 2005.
- Para un cosechador de Gustave Roud. Editorial La Garúa, Santa Coloma de Gramanet, 2005.
- El mundo como voluntad y representación de Arthur Schopenhauer. Editorial Akal, Madrid, 2005.
- El descanso del jinete de Gustave Roud. Ediciones Trea, Gijón, 2006.
- Los cormoranes de Philippe Jaccottet. Cuadernos del Noroeste, IES Lancia, León, 2006.
- El ignorante. Poemas (1952-1956) de Philippe Jaccottet. Editorial Pre-Textos, Valencia, 2006.
- La oscuridad (relato) de Philippe Jaccottet. Artemisa ediciones, Tenerife, 2006.
- En mitad de la vida de Hermann Broch. Editorial Igitur, Tarragona, 2007.
- Cartas a Betty de Pierre Klossowski. Círculo de Bellas Artes, Madrid, 2007.
- Cantos de abajo de Philippe Jaccottet. Círculo de Bellas Artes, Madrid, 2007.
- Bocksten de Fabio Pusterla. Ediciones Quálea, Santander, 2008.
- Y, sin embargo de Philippe Jaccottet. Ediciones Trea, Gijón, 2010.
- Aires de Philippe Jaccottet. Fundación Ortega Muñoz, Badajoz, 2010.
- L'entrelangues / Entrelenguas de Jacques Ancet y Juan Gelman. Éditions Al Manar, París, 2010.
- El pan cotidiano de William Cliff. Editorial Pre-Textos, Valencia, 2010
- El paseo bajo los árboles de Philippe Jaccottet. Cuatro Ediciones, Valladolid, 2011.
- La alta ruta de Maurice Chappaz. Editorial Periférica, Cáceres, 2017.
- El libro de Ofelia de Anne Perrier. Editorial Polibea, Madrid, 2020[6].